# Anton Edthofer

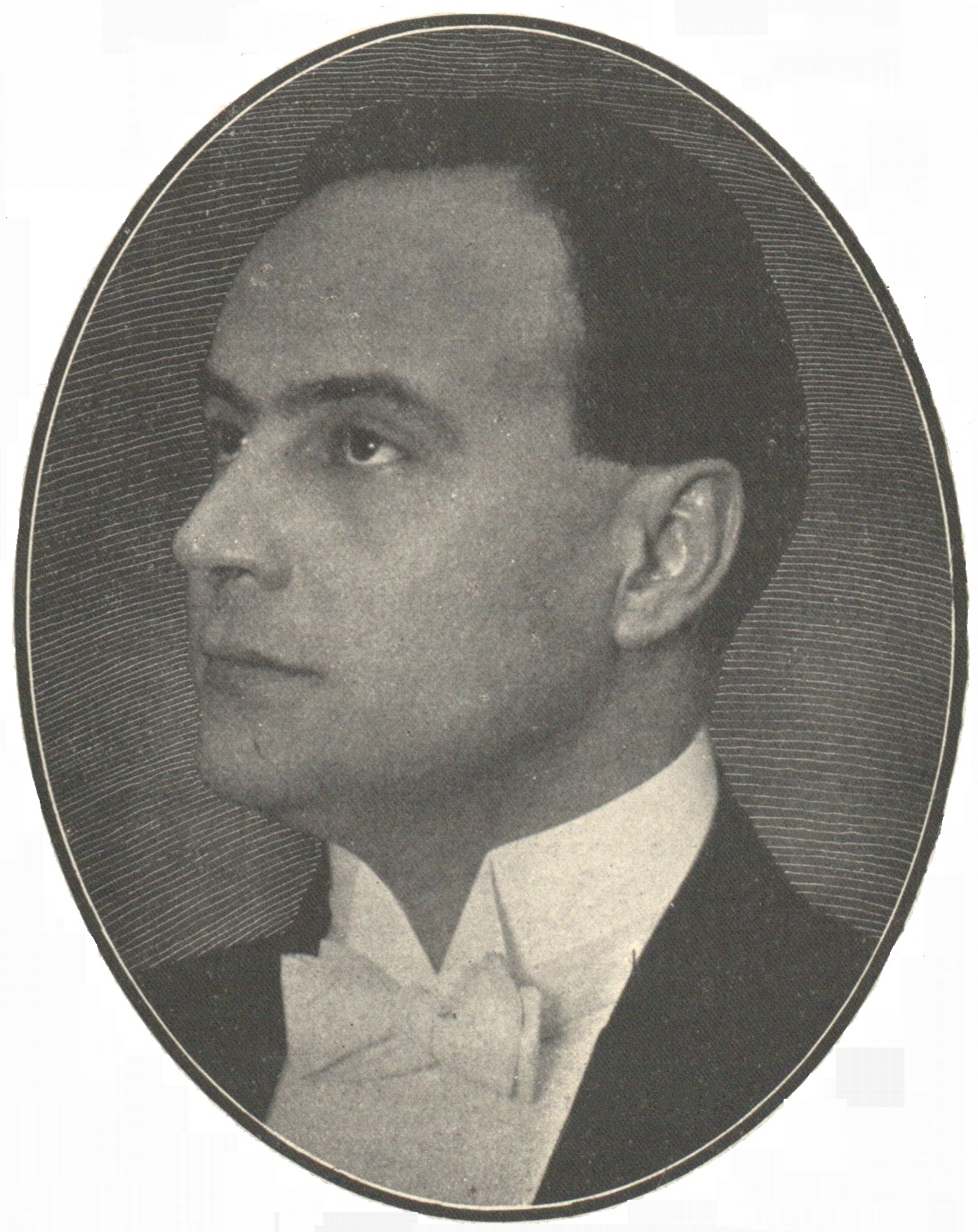
Anton Edthofer um 1918

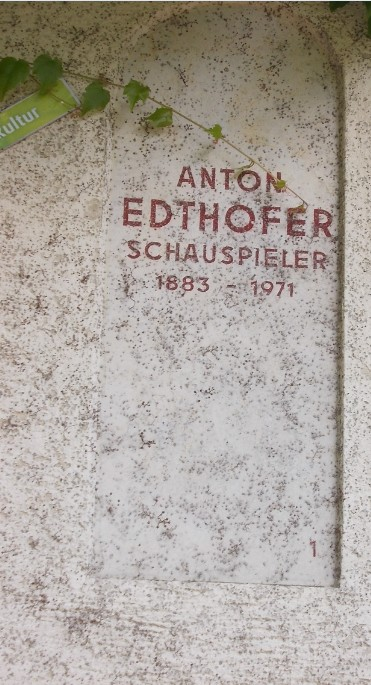
Grabstätte von Anton Edthofer

Anton Franz Edthofer (* 18. September 1883 in Wien, Österreich-Ungarn; † 21. Februar 1971 ebenda) war ein österreichischer Schauspieler.

## Leben und Wirken
Sein Debüt gab er 1904 am Intimen Theater in München, danach gastierte er am Linzer Stadttheater. 1906 wechselte er ans Wiener Raimundtheater, drei Jahre später ans Volkstheater, dessen Ensemblemitglied er bis 1920 blieb. Anfang der 1920er Jahre spielte er zunächst am Staatlichen Schauspielhaus, später am Deutschen Theater unter Max Reinhardt. Ab 1923 stand er abwechselnd in Berlin und Wien auf der Bühne, ab 1929 gehörte er dem Ensemble des Theaters in der Josefstadt an, das bis zu seinem Tod seine künstlerische Heimat bleiben sollte. Anfangs reüssierte er im Fach des jugendlichen Bonvivant und mit komischen Rollen, später etablierte er sich als Charakterdarsteller und trat ebenso in klassischen Stücken auf, wie in modernen Dramen – u. a. von Hauptmann, Gorki, Wedekind oder Shaw.
Bereits 1912 stand er erstmals vor der Kamera, in einer kleinen Rolle in der Wiener Großproduktion Der Unbekannte (1912) von Luise Kolm. 1918 spielte er in Otto Kreislers Ibsen-Verfilmung der Gespenster den Osvald. Wie am Theater verkörperte Edthofer auch im Stummfilm ein breites Spektrum an Rollen, er arbeitete mit renommierten Regisseuren – wie Otto Rippert, Fritz Lang, Friedrich Wilhelm Murnau, Karl Grune oder Robert Wiene –, spielte in Melodramen, Krimis und Abenteuerfilmen. Edthofer stand 1944 in der Gottbegnadeten-Liste (Filmliste) des Reichsministeriums für Volksaufklärung und Propaganda.
Wichtige Rollen im Theater in der Josefstadt waren der Malvolio in Shakespeares Was ihr wollt, der König Philipp II. in Schillers Don Karlos, Der Schwierige von Hofmannsthal, Professors Henry Higgins in Pygmalion, der Pastor Manders in den Gespenstern oder der Willy Loman in Arthur Millers Tod eines Handlungsreisenden. Eine seiner nachhaltigsten Interpretationen war der Baron in Maxim Gorkis Nachtasyl.

### Privatleben
In erster Ehe war Edthofer verheiratet mit Elisabeth Glück, der späteren Frau von Paul Henreid. Von 1919 bis 1924 war er in zweiter Ehe mit der österreichischen Theaterschauspielerin Margarete von Bukovics verheiratet. Eine heftige Affäre verband ihn 1937 mit Helene Thimig, die damals mit Max Reinhardt verehelicht war und die nach dem Anschluss Österreichs in den Vereinigten Staaten verblieb. Nach ihrer Rückkehr nach Österreich heirateten die beiden Ende Juli 1948. Thimig überlebte ihn um drei Jahre.
Edthofers Grab befindet sich auf dem Südwestfriedhof in Gruppe W, Nr. 1.
Seine Nichte Dora Thaler war eine österreichische Schriftstellerin und in den 1930er und 1940er Jahren mit Schauspieler, Regisseur und Schriftsteller Kurt von Lessen verheiratet. Er war weiters ein Onkel des Regisseurs Wolfgang Glück.

## Auszeichnungen
- 1949: Max-Reinhardt-Ring (gestiftet vom Theater in der Josefstadt – Edthofer war der erste, der diese Auszeichnung erhielt)
- 1955: Großes Ehrenzeichen für Verdienste um die Republik Österreich[4]
- 1960 Kainz-Medaille für die Darstellung des Daniel Monnerie in Der verborgene Strom" von Ruth und Augustus Goetz
- 1963 Kammerschauspieler

## Filmografie (Auswahl)
- 1912: Der Unbekannte
- 1918: Gespenster
- 1918: Freier Dienst
- 1918: So fallen die Lose des Lebens
- 1918: Das Opfer
- 1920: Gräfin Walewska
- 1921: Das Geheimnis von Bombay
- 1922: Phantom
- 1923: Nora
- 1923: Die Prinzessin Suwarin
- 1923: Bob und Mary
- 1923: Die Straße
- 1924: Pension Groonen
- 1926: Der Leibgardist (Der Gardeoffizier)
- 1927: Die Strecke
- 1928: Artisten
- 1928: Sensations-Prozess
- 1929: Das brennende Herz
- 1931: Arm wie eine Kirchenmaus
- 1932: Der träumende Mund
- 1934: Csibi, der Fratz
- 1934: Eine Frau, die weiß, was sie will
- 1935: Pygmalion
- 1935: Die Pompadour
- 1936: Die Leuchter des Kaisers
- 1937: Die unentschuldigte Stunde
- 1944/49: Wiener Mädeln
- 1948: Das andere Leben
- 1948: Der Engel mit der Posaune
- 1950: The Angel with the Trumpet

## Theater
- 1909: Anton Tschechow: Die Möwe (Sohn der Schauspielerin) – Regie: ? (Hebbel-Theater Berlin)
- 1909: Maurice Leblanc: Arsène Lupin – Regie: ? (Hebbel-Theater Berlin)
- 1920: Gustav Freytag: Die Journalisten (Conrad Bolz) – Regie: ? (Schauspielhaus Berlin)
- 1920: Henri-René Lenormand: Die Tournee (Theaterschriftsteller) – Regie: Eugen Robert (Tribüne Berlin)
- 1921: Tristan Bernard: Der Hühnerhof (Bertrand) – Regie: Iwan Schmith (Deutsches Theater Berlin – Kammerspiele)
- 1922: Louis Verneuil: Der Vertrag von Nizza – Regie: Iwan Schmith (Deutsches Theater Berlin – Kammerspiele)
- 1922: Arthur Schnitzler: Anatol – Regie: ? (Deutsches Theater Berlin – Kammerspiele)
- 1926: Hans Müller-Einigen: Veronika (Karl) – Regie: ? (Deutsches Volkstheater Wien)
- 1927: Marcel Espiau: Das Lachkabinett (Zahnarzt) – Regie: ? (Deutsches Volkstheater Wien)
- 1927: John Galsworthy: Flucht (Hauptmann) – Regie: Rudolf Beer (Deutsches Volkstheater Wien)
- 1928: Sacha Guitry: Ich liebe dich (George) – Regie: Eugen Robert (Tribüne Berlin)
- 1928: Klabund: XYZ (Falscher Graf) – Regie: Eugen Robert (Tribüne Berlin)
- 1929: Denys Amiel: Herr und Frau So und So (Georges) – Regie: Eugen Robert (Tribüne Berlin)
- 1929: Oscar Wilde: Bunbury – Regie: Eugen Robert (Tribüne Berlin)
- 1929: Robert E. Sherwood: Hannibal ante portas! (Hannibal) – Regie: ? (Deutsches Volkstheater Wien)
- 1929: Marcel Achard: Wollen sie mit mir spielen? (August) – Regie: Fritz Holl (Tribüne Berlin)
- 1930: Georg Kaiser: Frauenopfer (Graf) – Regie: Eugen Robert (Tribüne Berlin)
- 1931: Iwan Turgenew: Natalie – Regie: Iwan Schmith (Komödie am Kurfürstendamm Berlin)
- 1932: Ferenc Molnár: Das Märchen vom Wolf – Regie: Eugen Robert (Deutsches Künstlertheater Berlin)
- 1934: Wilhelm Meyer-Förster: Alt-Heidelberg – Regie: Günther Haenel (Deutsches Schauspielhaus Hamburg)
- 1938: William Shakespeare: Wie es euch gefällt – Regie: Heinz Hilpert (Theater in der Josefstadt Wien)
- 1940: Anton Tschechow: Drei Schwestern – Regie: Hans Thimig (Theater in der Josefstadt Wien)
- 1942: August Strindberg: Königin Christine – Regie: Günther Haenel (Theater in der Josefstadt Wien)
- 1942: Josef Nowak: Spuren im Schnee – Regie: Rudolf Steinboeck (Deutsches Theater Berlin)
- 1943: Henrik Ibsen: Nora oder Ein Puppenheim – Regie: Heinz Hilpert (Theater in der Josefstadt Wien)
- 1946: Anton Tschechow: Der lebende Leichnam – Regie: Rudolf Steinboeck (Theater der Jugend Wien)
- 1949: Aldous Huxley: Das Lächeln der Gioconda – Regie: Rudolf Steinboeck (Theater in der Josefstadt Wien)